# Pterostichus protensiformis
Pterostichus protensiformis är en skalbaggsart som beskrevs av Thomas Casey. Pterostichus protensiformis ingår i släktet Pterostichus och familjen jordlöpare. Inga underarter finns listade i Catalogue of Life.